# Aplidium radicosum
Aplidium radicosum is een zakpijpensoort uit de familie van de Polyclinidae. De wetenschappelijke naam van de soort werd in 1979 voor het eerst geldig gepubliceerd door het echtpaar Claude en Françoise Monniot.